# Textilní vlákno
Textilní vlákno je délkový útvar charakterizovaný ohebností, jemností a vysokým poměrem délky k průřezu. Podle zákona o ochraně spotřebitele se za textilní vlákna považují také ohebné pásky a dutinky, které mají šířku maximálně 5 mm a jsou vhodné pro textilní zpracování. 

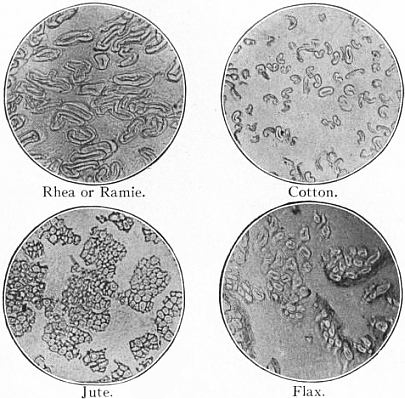
Mikroskopický průřez různými rostlinnými vlákny

## Vlastnosti
Morfologie:
Všechna organická textilní vlákna sestávají ze svazku  makrofibril, jejichž součástí jsou elementární mikrofibrily. Mikrofibrily vznikají z řetězců makromolekul, které tvoří buďto krystaly a nebo jsou  amorfní.
(Morfologie schematicky: Vlákno – z makrofibril –  z mikrofibril  –  z molekul)
Od specifické  morfologické a chemické struktury molekuly jsou závislé fyzikální a chemické vlastnosti vlákna.
Anorganická textilní vlákna mají vnitřní strukturu amorfní. 
Ke zpracovatelským vlastnostem patří například pevnost, tažnost, jemnost, délka, povrchová drsnost, obloučkovitost, atp. Podle možnosti zpracování se vlákna rozlišují na:
- Vlákna spřadatelná (zvaná také staplová) – s délkou nad 10 mm
- Filamenty (v češtině se jim dříve říkalo hedvábí) – s „nekonečnou“ délkou (až několik tisíc metrů)
- Nespřadatelná – pod 10 mm délky (na netkané textilie, kompozity atd.)

Užitné vlastnosti: hřejivost, pružnost, omak, navlhavost, srážlivost, odolnost proti chemikáliím a povětrnosti, pevnost v oděru atp.

## Rozdělení vláken podle původu
|  | rostlinná   |
|  |             |
|  | živočišná   |
|  |             |
|  | anorganická |
|  |             |

|  | polymerní                                                             |
|  |                                                                       |
|  | \| \| syntet. polymery \| \| \| \| \| \| přírod. polymery \| \| \| \| |
|  |                                                                       |
|  | syntet. polymery                                                      |
|  |                                                                       |
|  | přírod. polymery                                                      |
|  |                                                                       |

|  | syntet. polymery |
|  |                  |
|  | přírod. polymery |
|  |                  |

|  | polymerní                                                             |
|  |                                                                       |
|  | \| \| syntet. polymery \| \| \| \| \| \| přírod. polymery \| \| \| \| |
|  |                                                                       |
|  | syntet. polymery                                                      |
|  |                                                                       |
|  | přírod. polymery                                                      |
|  |                                                                       |

|  | syntet. polymery |
|  |                  |
|  | přírod. polymery |
|  |                  |

|  | rostlinná   |
|  |             |
|  | živočišná   |
|  |             |
|  | anorganická |
|  |             |

|  | polymerní                                                             |
|  |                                                                       |
|  | \| \| syntet. polymery \| \| \| \| \| \| přírod. polymery \| \| \| \| |
|  |                                                                       |
|  | syntet. polymery                                                      |
|  |                                                                       |
|  | přírod. polymery                                                      |
|  |                                                                       |

|  | syntet. polymery |
|  |                  |
|  | přírod. polymery |
|  |                  |

|  | polymerní                                                             |
|  |                                                                       |
|  | \| \| syntet. polymery \| \| \| \| \| \| přírod. polymery \| \| \| \| |
|  |                                                                       |
|  | syntet. polymery                                                      |
|  |                                                                       |
|  | přírod. polymery                                                      |
|  |                                                                       |

|  | syntet. polymery |
|  |                  |
|  | přírod. polymery |
|  |                  |

Podle původu se rozlišují dvě základní skupiny: přírodní a umělá (zvaná také chemicky vyrobená nebo syntetická)) vlákna. Obě skupiny se dále dělí:
| PŘÍRODNÍ VLÁKNA | rostlinná | rostlinná | rostlinná | rostlinná | rostlinná | rostlinná | živočišná (x) | živočišná (x) | živočišná (x)    | živočišná (x)    | anorganická |
| Druh            | lýková    | lýková    | ze semen  | ze semen  | z listů   | z listů   | ze srstí      | ze srstí      | sekrety hmyzu    | sekrety hmyzu    | ¡           |
| Příklad         | len       | len       | bavlna    | bavlna    | sisal     | sisal     | ovčí vlna     | ovčí vlna     | přírodní hedvábí | přírodní hedvábí | azbest      |

(x) K živočišným vláknům patří také filament ze zvířecích střev (catgut)
| UMĚLÁ VLÁKNA | přírodní polymery | přírodní polymery | přírodní polymery | přírodní polymery | syntetické polymery | syntetické polymery | syntetické polymery | syntetické polymery | syntetické polymery | syntetické polymery | nepolymerní | nepolymerní | nepolymerní | nepolymerní | nepolymerní | nepolymerní |
| Původ        | rostlinný         | rostlinný         | zvířecí           | zvířecí           | polykondenzace      | polykondenzace      | polymerace          | polymerace          | polyadice           | polyadice           | kov         | kov         | minerál     | minerál     | pyrolýza    | pyrolýza    |
| Příklad      | viskóza           | viskóza           | kasein            | kasein            | PE, PA6.6           | PE, PA6.6           | PAC, PP, PA6        | PAC, PP, PA6        | elast. vl.          | elast. vl.          | ocel        | ocel        | sklo        | sklo        | uhlík. vl.  | uhlík. vl.  |

### Jiná rozdělení
Např. ITEH Standards rozdělují vlákna na 4 základní skupiny: přírodní – umělá – minerální a kovová – ostatní.

## Světová výroba vláken
V roce 2021 byla zaznamenána spotřeba 113 milionů tun textilních vláken  s následujícími podíly:
| Podíly na světové spotřebě vláken v roce 2018 |                         |                  |    |
| Pořadí                                        | Skupina                 | Nejvyšší podíl   | %  |
| 1                                             | filamenty               | PES, PA, PP, GF, | 46 |
| 2                                             | bavlna                  | Čína, USA, Indie | 24 |
| 3                                             | stříž z umělých vláken  | PES, PAN, CV     | 25 |
| 4                                             | ostatní přírodní vlákna | WO, SE, LI       | 5  |

## Mezinárodní zkratky pro označení textilních vláken
Výňatek ze seznamu zkratek vydaného Mezinárodním úřadem pro standardizaci v Bruselu (BISFA): 
| Vlákno            | Zkratka | Vlákno         | Zkratka | Vlákno       | Zkratka |
| ----------------- | ------- | -------------- | ------- | ------------ | ------- |
| bavlna            | CO      | sisal          | SI      | modal        | CMD     |
| juta              | JU      | ovčí vlna      | WO      | polyamid     | PA      |
| hedvábí (přírod.) | SE      | velbloudí srst | WK      | polyimid     | PI      |
| kokosové vl.      | CC      | aramid         | AR      | polyakryl    | PAN     |
| konopí            | HF      | elastická vl.  | EL PE   | polypropylen | PP      |
| kozí chlupy       | HZ      | fluorová vl.   | PTFE    | polyester    | PES x   |
| lama              | WL      | keramická vl.  | CEF     | polyethylen  | PE      |
| len               | LI      | kovová vl.     | MTF     | skleněná vl. | GF      |
| mohér             | WM      | lyocell        | CLY     | uhlíková vl. | CF      |
| ramie             | RA      | melaminová vl. | MF      | viskóza      | CV      |

x Většina odborníků používá namísto PES zkratku PET, která lépe vyjadřuje anglickou verzi chemického složení polyethylene terepthalate tohoto polymeru.

## Ceny textilních vláken
| Ceny textilních vláken v roce 2020 (€/kg) |           |                 |           |
| Druh vlákna                               | €/kg      | Druh vlákna     | €/kg      |
| p- aramid. filament                       | 15–100    | kašmír          | 40–90     |
| uhlík                                     | 10–80     | mohér           | 15–60     |
| přírodní hedvábí                          | 30–50     | jak             | 35–40     |
| p- aramid. stříž                          | 10–40     | m-aramid. stříž | 10–25     |
| velboud                                   | 15–22     | ovčí vlna       | 10–20     |
| alpaka                                    | 8–10      | konopí          | 5–9       |
| elastická vlákna                          | 4–9       | len             | 3–6       |
| sklo                                      | 3–6       | bavlna          | 1,80–3    |
| PAN                                       | 2–2,80    | PA fil. DTY     | 2,70      |
| PA fil. FDY                               | 2,50      | PA fil. POY     | 2,30      |
| sisal                                     | 1,50–2    | azbest          | 2,00      |
| abaka                                     | 1,50–2    | PET stříž       | 0,90–1,50 |
| PET fil. POY                              | 0,90-1,50 | PP              | 0,50      |

V tabulce nejsou uvedeny některé známé druhy vláken, např. juta, keramická vlákna, jemná živočišná vlakna aj.